# Virus Heartland
Virus Heartland (HRTV) là một loại phlebovirus do ve là vectơ truyền bệnh, phát hiện vào năm 2009. Amblyomma americanum truyền virus vào người khi hút máu. Tính đến năm 2017, chỉ có năm bang thuộc vùng Trung Tây Hoa Kỳ báo cáo 20 ca nhiễm trùng ở người, cụ thể là các bang Arkansas, Indiana, Missouri, Oklahoma và Tennessee. Vật chủ chưa biết, nhưng đã phát hiện trong hươu, gấu trúc, chó sói và nai ở 13 tiểu bang Mỹ đã có kháng thể chống lại virus.

## Lịch sử
Tiến sĩ Scott Folk làm việc tại Trung tâm Y tế Vùng Heartland ở St. Joseph, Missouri phát hiện Virus Heartland (HRTV) vào năm 2009. Tháng 6 năm 2009, virus được xác định là có thể lây sang người khi hai người nông dân, sống cách xa nhau 60 dặm (97 km) có những biểu hiện như sốt, mệt mỏi, tiêu chảy, hạ tiểu cầu và hạ bạch cầu. Amblyomma americanum truyền virus cho người khi hút máu.

## Lây lan
Năm 2013, các nhà nghiên cứu từ CDC và Đại học bang Missouri Western đã lần đầu tiên phân lập được virus Heartland (HRTV) từ loài bét Amblyomma Americanum. Không tìm thấy vật chủ tự nhiên của virus. Tuy nhiên nhiều con nai và gấu trúc đuôi trắng từ phía tây bắc Missouri có kháng thể với HRTV, cho thấy chúng có thể là vật chủ.

## Nhiễm trùng
Các dấu hiệu và triệu chứng bao gồm sốt vượt quá 38   °C, lờ đờ, đau đầu, đau cơ, chán ăn, buồn nôn, tiêu chảy, sụt cân, đau khớp, hạ bạch cầu, dễ bị bầm tím do hạ tiểu cầu.

### Điều trị
Thuốc kháng sinh không hữu ích trong việc chống lại virus. Truyền tĩnh mạch và sử dụng thuốc giảm đau hiện đang là phương pháp tốt nhất.

### Các trường hợp
Hơn 20 trường nhiễm trùng ở người đã được báo cáo tại Hoa Kỳ.
| Năm       | Vị trí                     | Chết | Số trường hợp |
| --------- | -------------------------- | ---- | ------------- |
| 2009      | Tây Bắc Missouri           | 0    | 2             |
| 2012-2013 | Missouri, Tennessee        | 1    | 6             |
| 2014      | Missouri, Oklahoma         | 1    | 3             |
| 2017      | Tây Bắc Arkansas , Indiana | 0    | 3             |